# خرابة زيد (السدة)

تعديل مصدري - تعديل

خرابة زيد هي إحدى قرى عزلة العرافة بمديرية السدة التابعة لمحافظة إب، بلغ تعداد سكانها 677 نسمة حسب تعداد اليمن لعام 2004.